# Кожгерей
Кожгерей (рум. Cojgărei) — село у повіті Олт в Румунії. Входить до складу комуни Топана.
Село розташоване на відстані 131 км на захід від Бухареста, 46 км на північ від Слатіни, 80 км на північний схід від Крайови, 124 км на південний захід від Брашова.

## Населення
За даними перепису населення 2002 року у селі проживали 149 осіб, з них 148 осіб (99,3%) румунів. Рідною мовою 148 осіб (99,3%) назвали румунську.